# Joerij Jelisejev
Joerij Jelisejev (Oekraïens: Юрій Єлісєєв, Russisch: Юрий Константинович Елисеев) (Sverdlovsk, 26 september 1949) is een voormalig uit de Sovjet-Unie van Oekraïense afkomst. Tijdens zijn carrière werd zijn naam meestal in het Russisch geschreven als Joeri Jelisejev.

## Biografie
Hij begon zijn carrière bij Lokomotiv Moskou, maar kon daar geen basisplaats veroveren. Na een korte periode bij Lokomotiv Kaluga ging hij naar Zarja Vorosjilovgrad, waar hij in 1972 de landstitel mee veroverde. Hij beëindigde zijn carrière bij Krylja Sovetov Koejbysjev.
Hij maakte zijn debuut voor het nationale elftal op 29 juni 1972 in een vriendschappelijke wedstrijd tegen Uruguay. Op de Olympische Spelen in München won hij de bronzen medaille met zijn land. Hij scoorde tegen Marokko.